# حديقة حيوان جوهانسبيرج

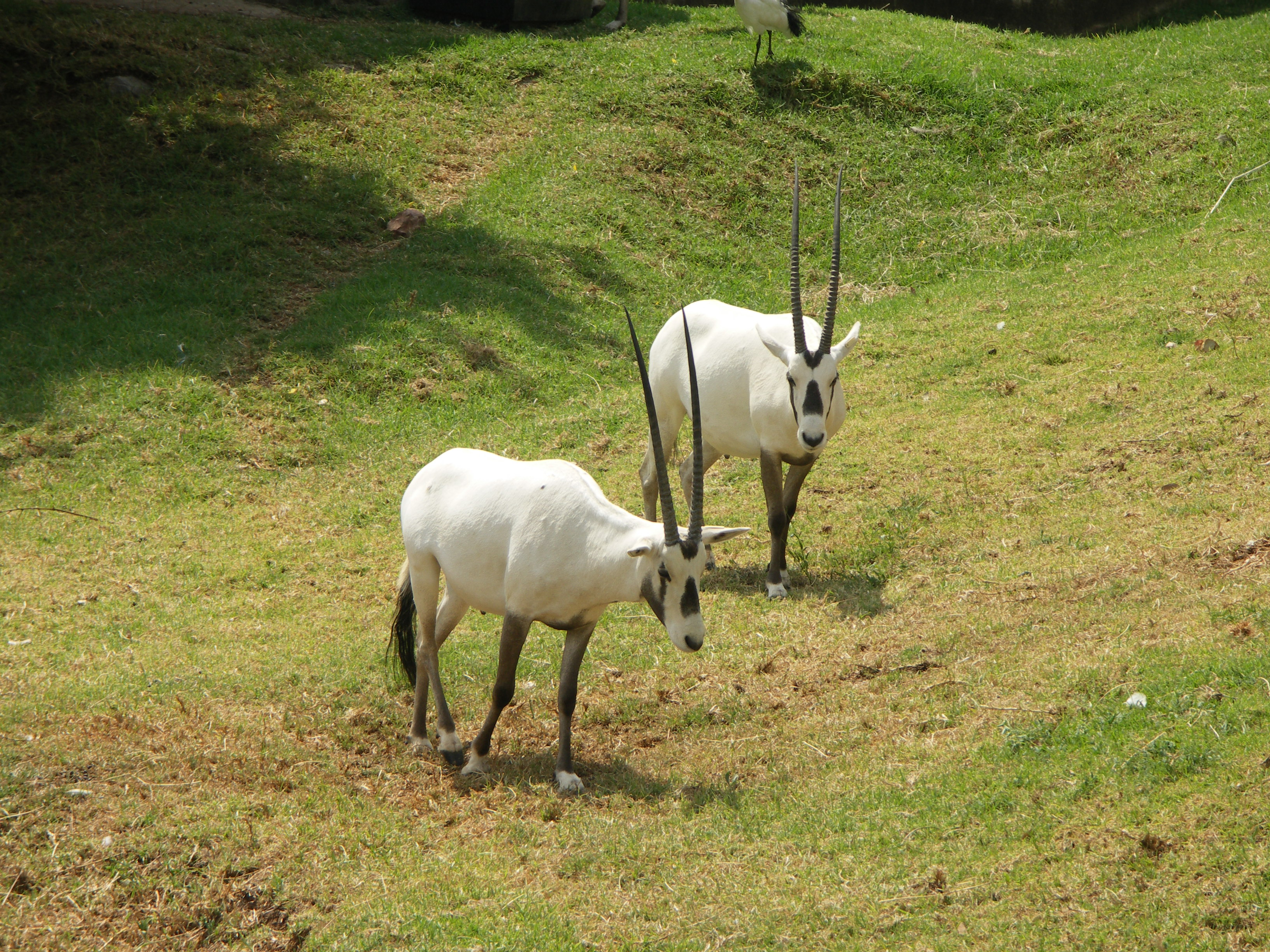
أبو حراب في حديقة جوهانسبيرج

حديقة حيوان جوهانسبرج هي حديقة حيوانات بمساحة 55 هكتارًا (140 فدانًا) في جوهانسبرج، جنوب إفريقيا. حديقة الحيوان مخصصة لإيواء الحيوانات البرية وإثرائها وتربيتها ورعايتها الطبية، وتضم حوالي 2000 فرد من 320 نوعًا. تأسست عام 1904، وقد امتلكها ويديرها مجلس مدينة جوهانسبرج تقليديًا. ومع ذلك، فقد تم تحويلها إلى شركة وتم تسجيلها كمنظمة غير ربحية بموجب القانون 21.